# Confederate States Navy
La Marina Confederata (Confederate States Navy - CSN) era la marina militare delle Confederate States Armed Forces degli Stati Confederati d'America, che nel corso della Guerra di secessione americana combatté contro la Union Navy.
Operò sia con flottiglie fluviali, sia nelle acque dell'America Settentrionale, sia negli oceani Atlantico e Pacifico, in queste ultime tramite navi corsare e violatori di blocco (in inglese blockade runners), fino al termine delle operazioni belliche. L'ultima nave ad ammainare la bandiera confederata fu lo sloop corsaro Shenandoah, il 6 novembre 1865.

## Prima della guerra civile
Nei mesi che precedettero la guerra civile americana 108 ufficiali della US Navy, molti originari degli stati meridionali, diedero le dimissioni dalla marina anche in previsione della guerra imminente. Dopo il 12 aprile 1861, ben 114 ufficiali diedero le dimissioni per tornare a sud. Alcuni ufficiali che si erano dimessi dalla Marina Unionista, nel periodo precedente lo scoppio della guerra fecero ampia opera di proselitismo per trasferire uomini (e, talvolta, anche navi) agli Stati Confederati, tuttavia alcuni ufficiali di origine degli stati meridionali, fra cui spicca il capitano Farragut, non vollero abbandonare la marina a cui avevano prestato giuramento, con Farragut altri 126 ufficiali di origini del sud rimasero fedeli alla propria uniforme. Anche se queste dimissioni rappresentarono un colpo pesante per la Marina Unionista, non tutti gli ufficiali dimissionari passarono alla Marina Confederata.

## La nascita della CSN
Immediatamente dopo la secessione ogni stato confederato creò una propria marina, tuttavia il 21 febbraio 1861, tre giorni dopo l'elezione di Jefferson Davis a Presidente della Confederazione, il Congresso Confederato approvò un Atto per la costituzione del Ministero della Marina, il Ministro della Marina fu Stephen Mallory. Mallory iniziò immediatamente ad organizzare la Marina Confederata, su quattro dipartimenti:
- Ordini e Dettaglio (impiego del personale)
- Armamenti e Idrografia (realizzazione delle artiglierie, mine e siluri, informazioni sulla navigazione e supervisione delle attività dell'Accademia Navale)
- Provviste e Vestiario (con competenza anche sulle paghe)
- Medicina e Chirurgia

A capo di ognuno di questi dipartimenti mise un ex ufficiale della Marina Federale. Dopo questi dipartimenti furono costituiti gli Uffici di Capo delle costruzioni (costruzioni di scafi navali), di Ingegnere capo (acquisizione di motori navali) e dei Marines. Il Confederate States Marine Corps era infatti stato costituito il 16 marzo 1861. Altro personale era dislocato in Europa, con l'incarico di acquistare bastimenti per la marina.
La flotta operativa era divisa su base geografica in squadroni:
- Squadrone del James (fluviale, in Virginia)
- Squadrone del North Carolina
- Squadrone di Charleston
- Squadrone del Savannah (fluviale, in Georgia)
- Squadrone di Mobile
- Squadrone di Galveston
- Squadrone del Mississippi (fluviale, in Mississippi)
- Squadrone del Red (fluviale, Texas e Oklahoma)

Ogni squadrone era comandato, di norma, da un capitano di vascello (il grado inglese di captain), grado equivalente a quello di colonnello dell'esercito.
Le navi che agivano come corsari negli oceani operavano in modo totalmente indipendente.
Gli ufficiali erano inquadrati come "regular" che comprendeva tutti i dimissionari dalla Marina Unionista, mentre nel 1863 fu creata la marina "volounteer"  in cui vennero inseriti gli ufficiali più giovani e motivati. Alla fine della guerra la Marina Confederata comprendeva meno di 800 ufficiali, in tutto (considerando dimissioni e decessi) gli ufficiali della Marina Confederata furono circa 1000. I gradi della marina erano: Ammiraglio, Capitano (I capitani comandanti uno squadrone avevano un titolo onorifico equivalente al Commodoro federale), Comandante, Primo Luogotenente, Secondo Luogotenente, Mastri (ingegneri, chirurghi, pagatori).

### L'Accademia galleggiante
L'accademia fu istituita praticamente il 16 marzo 1861, quando il presidente Davis fu autorizzato a creare i cadetti di marina. Per sede dell'Accademia Navale fu scelta la nave CSS Patrick Henry, un battello a vapore a ruote laterali, a cui era stata aggiunta una protezione con lamiere di ferro ed era stato montato un armamento offensivo. La nave fu ancorata alla foce del fiume James. A bordo della Patrick Henry, talvolta le lezioni erano interrotte per attacchi nemici, dato che la flottiglia del James (Unionista) aveva le basi a pochi chilometri di distanza. Uno dei cadetti affermò che «quella nave era la più realistica nave scuola mai esistita». Alla fine, quando fu necessario evacuare Richmond, il Patrick Henry fu incendiato e gli allievi (circa 60) furono utilizzati come scorta della riserva aurea e degli archivi del governo confederato, il 2 maggio 1865 il sovraintendente mise in libertà i cadetti, avendo completato onorevolmente il servizio, dando loro cibo sufficiente perché potessero tornare alle loro case. In tutto furono diplomati solo 48 cadetti.

### Le Navi

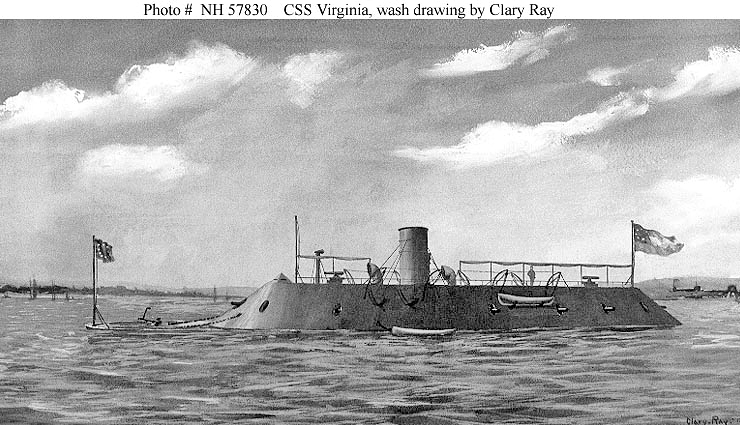
La CSS Virginia

Le navi della marina confederata vennero prese in parte ai nordisti all'atto della secessione, per lo meno quelle poche che rimasero bloccate nei porti confederati, o trasformate da battelli esistenti in navi da guerra, o in casi meno numerosi costruite ex novo. Spesso la corazzatura veniva fatta con materiali di fortuna come rotaie, balle di cotone sotto lo strato superficiale ad assorbire l'urto delle granate perforanti, o altro materiale a seconda dei casi. Una delle navi più famose della marina confederata fu la ex fregata a vapore nordista Merrimack, ai lavori a Norfolk allo scoppio delle ostilità, bruciata parzialmente dai nordisti dopo la resa di Fort Sumter e ricostruita come "nave corazzata" nella famosa CSS Virginia, che con la USS Monitor fu protagonista del primo scontro tra navi corazzate nella storia.
Già nell'ottobre del 1861 erano in costruzione nei cantieri del sud, oltre alla Virginia, ben quattro navi corazzate, cioè la Tennessee, la Louisiana, la Mississippi e la Arkansas. Da un rapporto del 27 agosto 1862 si ricava che il dipartimento della marina aveva costruito 12 navi da guerra e ne aveva 9 in costruzione, aveva in fase di approntamento 12 "navi corazzate", mentre erano operative una batteria corazzata ed un "ariete" corazzato.
Oltre alle costruzioni lo stato confederato si rivolse agli acquisti all'estero, particolarmente in Gran Bretagna, per opera del comandante James D. Bulloch che fu inviato a Londra l'8 maggio 1861 dal Ministero della Marina con istruzioni segrete per l'acquisto sia di navi corazzate sia di incrociatori convenzionali da utilizzare per la guerra di corsa.

## Ranghi
I marinai e gli ufficiali vestivano con un'uniforme grigia.
Mentre le divise degli ufficiali erano spesso di fattura artigianale e costosa le divise dei marinai erano molto economiche e a volte vestivano abiti civili quando venivano a mancare il vestiario.
Sia gli ufficiali che i marinai erano uomini bianchi che percepivano uno stipendio; mentre il più delle volte gli schiavi neri sulle navi si occupavano della sala macchine dove svolgevano il lavoro di fuochisti (alimentare le caldaie del motore della nave col carbone) sotto il comando di ufficiali bianchi.

### Ufficiali di mare (Sea Officers)
Vestivano un'uniforme grigia con spalline blu.

|          | Ammiraglio (1864)    | Commodoro (Commodoro/Capitano di vascello) | Capitano | Comandante | Tenente | Sergente (Mastro) | Guardiamarina superiore | Guardiamarina |
| Cappello | variante a 5 stelle  |                                            |          |            |         |                   |                         |               |
| Spalla   | variante a 5 stelle  |                                            |          |            |         |                   |                         | (Nessuna)     |
| Manica   | variante a 5 strisce |                                            |          |            |         |                   |                         |               |

### Ufficiali medici (Medical Officers)
Gli ufficiali medici si occupavano della salute dei marinai sulle navi. 

|          | Chirurgo con più di 12 anni d'esperienza | Chirurgo con meno di 12 anni d'esperienza | Assistente chirurgo superiore | Assistente chirurgo |
| Cappello |                                          |                                           |                               |                     |
| Spalla   |                                          |                                           |                               |                     |
| Manica   |                                          |                                           |                               |                     |

### Fanteria di marina
Il Confederate States Marine Corps (CSMC), era il corpo di fanteria di marina della Marina confederata. Fu istituito con un atto del Congresso provvisorio degli Stati Confederati il 16 marzo 1861. La forza lavoro del Corpo era inizialmente autorizzata a 45 ufficiali e 944 uomini di truppa, e fu aumentata il 24 settembre 1862 a 1.026 uomini di truppa.

### Marinai
|        | Caporale (Nostromo) | Primo sottoufficiale (Secondo nostromo) | Secondo sottoufficiale (Quartiermastro) | Marinaio |
| Manica |                     |                                         |                                         |          |

## Vertici
Dall 20 luglio 1861, il governo confederato aveva organizzato le posizioni amministrative della marina confederata come segue:
- Stephen R. Mallory - Segretario della Marina
- Samuel Barron - Commodoro, Capo dell'Ufficio ordini e dettagli
- George Minorv - Capo degli ordigni e dell'idrografia
- John DeBree - Capo delle provviste e dell'abbigliamento
- W.A.W. Spottswood - Ufficio di Medicina e chirurgia
- Edward M. Tidball - capo del personale

Il 26 agosto 1862 Franklin Buchanan fu promosso ammiraglio, massimo grado della Marina nazionale confederata.

## I problemi operativi della Marina Confederata
Appena iniziata la guerra, la Marina Federale stabilì il blocco alle coste degli stati confederati fin dall'aprile del 1861, e, in base alla Dichiarazione di Parigi del 1856, era tenuta ad operare attivamente con «una forza sufficiente per vietare realmente l'accesso al litorale nemico», per questo motivo la Marina Federale si preoccupò di iniziare le operazioni di blocco fin dai primi giorni di maggio.
I problemi che la Marina Confederata doveva risolvere erano sostanzialmente, dal punto di vista difensivo:
- la difesa delle coste (e soprattutto delle città costiere) da eventuali attacchi unionisti provenienti dal mare;
- la difesa delle linee di comunicazione fluviali.

Vice versa, dal punto di vista offensivo:
- le operazioni offensive contro le flotte che bloccavano il commercio confederato;
- le operazioni offensive contro il commercio unionista;
- le operazioni destinate a rompere localmente il blocco.

Un problema a parte era che le operazioni difensive non potevano essere totalmente a carico della Marina, ma dovevano essere effettuate in stretta collaborazione con l'Esercito. Altro problema rilevante era la natura delle coste atlantiche della Confederazione, in quanto dalla foce del Potomac a Charleston la costa è paludosa, mentre a sud di Charleston la costa è coperta da una serie di isole e da un numero molto elevato di canali e, se queste caratteristiche rendevano più facili le operazioni locali di rottura del blocco, d'altra parte rendevano molto più difficoltosa la difesa della costa da attacchi nemici
La marina confederata inoltre doveva confrontarsi con la ben superiore marina dell'Unione; per dare un'idea dello squilibrio qui sono i dati riferiti al 1861:
- Il Nord contava su 160 tonnellate di navi, il Sud ne aveva a disposizione solo 9.
- Il Nord aveva ben 8 cantieri navali militari nei suoi territori, il Sud 2.
- Il Nord aveva tra le sue file più di 1.000 ufficiali e 9.000 marinai, il Sud contava pochi ufficiali e appena 321 marinai.

La Marina Confederata doveva impegnare 14822 km di coste (tutta la costa atlantica, compreso il golfo del Messico degli attuali Stati Uniti), di cui circa 4500 in mano all'Unione, quindi la Confederazione doveva difendere più di 10000 km di coste. La produzione navale della Confederazione, inoltre, era irrisoria nei confronti di quella dell'Unione e negli stati sudisti si trovavano solo due cantieri militari, a Pensacola (bloccato da terra dalle forze unioniste) ed a Norfolk. Non avendo già una marina, la Confederazione tentò di contrastare la superiorità numerica unionista sviluppando nuove tecnologie navali, e Mallory individuò tre aree in cui poteva operare in tal senso:
- insidie subacquee;
- corazzatura delle navi di linea;
- guerra al commercio nemico (guerra di corsa).

La guerra di secessione fu la prima guerra in cui vennero usati estensivamente i trasporti meccanici, cioè le ferrovie ed i battelli fluiviali (che ormai erano propulsi da motori a vapore), quindi chi fosse riuscito a vincere la battaglia delle ferrovie e delle vie d'acqua avrebbe posto una pesante ipoteca sulle sorti della guerra. Una via d'acqua di notevole importanza era proprio il Potomac, sbarrato per tutto il suo tratto navigabile dal formidabile campo trincerato di Washington. Tuttavia era ancora più importante il Mississippi, che praticamente rappresentava il collegamento fra il cuore della Confederazione ed il Texas, che era una base logistica (per le forniture di carne) e strategica (per il confine con il Messico) fondamentale per gli Stati Confederati. Il Mississippi inoltre rappresentava un ostacolo per un'invasione da ovest praticamente insuperabile senza il controllo delle sue acque.

## Le operazioni fluviali

### La difesa dei fiumi
La difesa dei fiumi fu incentrata più sulle fortificazioni che sul contrasto diretto alle flottiglie unioniste, l'unica flottiglia veramente operativa fu quella del Mississippi.

### Le azioni sul Mississippi e gli affluenti

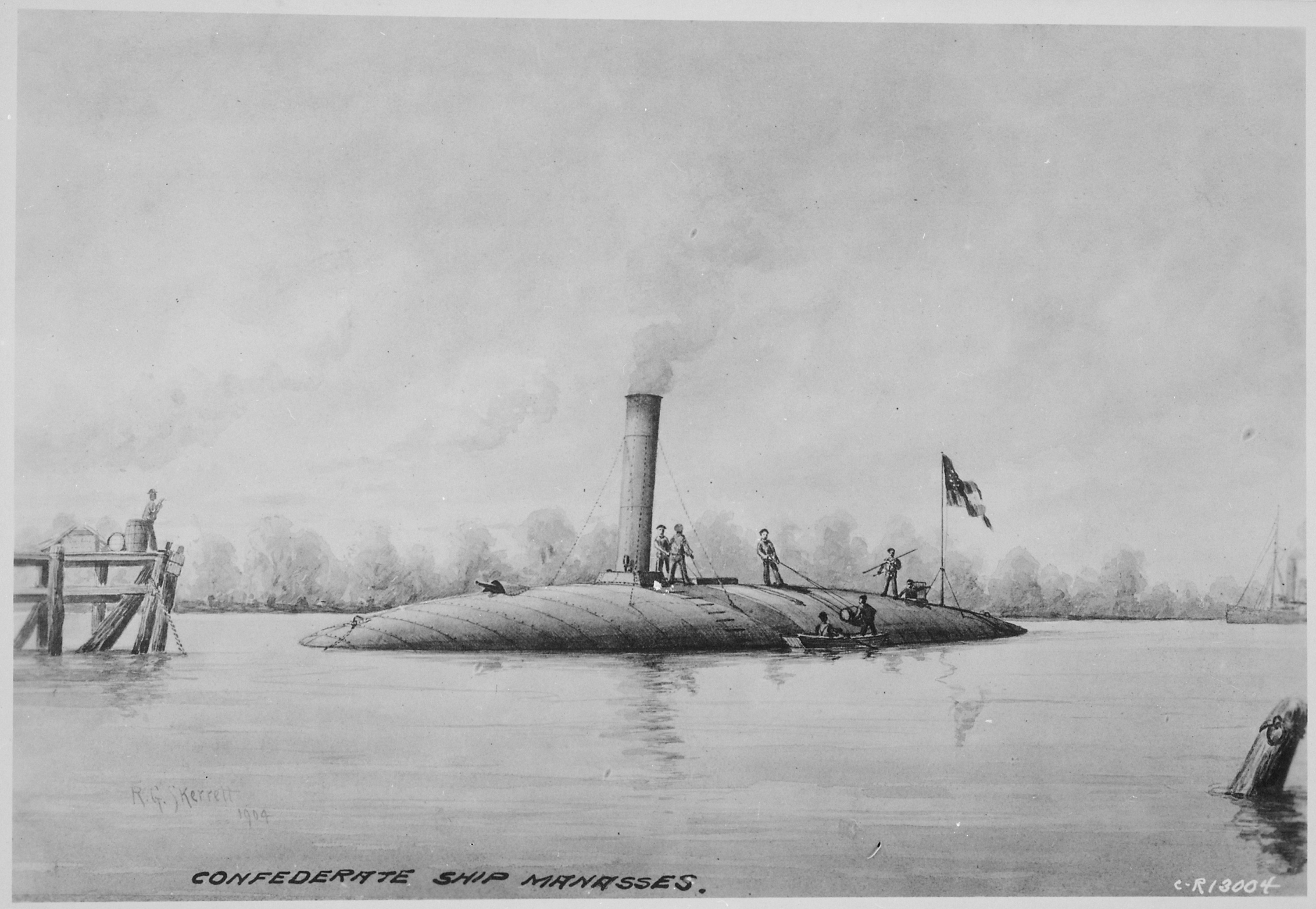
L'ariete corazzato Manassas

La flottiglia del Mississippi era di base a New Orleans sulle navi Louisiana (nave corazzata), Manassas (ariete corazzato), Maurepas, Ponchartrain, McRae, Livingston, Polk, Calhoun, Jackson, Ivy, Mobile, Segur, St Mary's e due batterie corazzate, mentre la Mississippi era una nave corazzata ancora in costruzione. Le due navi più potenti, cioè la Louisiana e la Manassas, erano menomate dalla scarsa potenza dei loro motori, tanto che la Louisiana fu usata come batteria galleggiante e la Manassas, sebbene abbia speronato diverse unità nemiche, non provocò mai gravi danni. All'inizio del 1862 una squadra, composta da McRae, Ivy, Livingston, Maurepas, Ponchartrain, Polk, Calhoun e Jackson fu inviata a monte di New Orleans, all'Isola 10, mentre alcune navi furono disarmate per costituire batterie a terra o affondate per vari motivi, McRae, Ivy e Jackson rientrarono a New Orleans e le quattro unità restanti prima si ritirarono su Fort Pillow e, alla caduta di questo, si dispersero nello Yazoo e due sul White River.
Il 16 aprile 1862 una forza federale al comando dell'ammiraglio Farragut si presentò alla foce del Mississippi, la forza era formata da: Hartford, Pensacola, Brooklin e Richmond (navi a vapore ad elica), Mississippi (nave a vapore a ruote laterali), Oneda, Varuna, Iroqois e Cayuga (sloop ad elica), Itasca, Katahdin, Kennebec, Kineo, Pinola, Sciota, Winona e Wissahickon (cannoniere ad elica) per un totale di 154 cannoni, supportate da sei cannoniere e 20 navi armate di mortaio da 13 in (330 mm) sotto il controllo del comandante Porter, destinate al bombardamento delle fortificazioni. A questa forza si contrapponevano i forti posti alla foce del Mississippi e le navi confederate Louisiana, Manassas, McRae e Jackson, la nave Governor Moore (della marina nazionale della Louisiana) e sei arieti corazzati, organizzati come forza indipendente. Il corso del fiume, circa 800 m a valle dei forti, era sbarrato da una palizzata in legno di cipresso e navi ancorate e collegate da catene. Il bombardamento dei forti iniziò il 18 aprile, e la Louisiana, attraccata poco a monte del forte St.Philip, rinunziò ad intervenire per il rischio di essere colpita dal tiro indiretto dei mortai, in quanto non aveva protezioni orizzontali. Il 20 aprile le cannoniere Itasca e Pinola tentarono di minare lo sbarramento, senza tuttavia che la mina esplodesse, ma le cannoniere riuscirono a tagliare le catene che tenevano insieme la palizzata, che fu parzialmente demolita dalla corrente. Intanto i confederati inviavano brulotti incendiari a valle del fiume, che, tuttavia, non provocavano danni alle navi federali a causa delle modalità di impiego isolati anziché a massa, il 24 aprile, approfittando anche del fatto che nel corso della notte non furono utilizzati brulotti, la flotta federale forzò il passaggio dei forti. Le navi di Farragut (che era a bordo della Hartford), guidate dalla Cayuga, attraversarono le ostruzioni a partire dalle 3:30 della notte del 24 aprile in linea di fila su tre divisioni. La flottiglia del Mississippi accettò battaglia, ma la Manassas, pur avendo speronato diverse navi nemiche, non provocò danni sensibili, mentre la sola McRae impegnò la flotta nemica, subendo gravi perdite nell'equipaggio fra cui il comandante. Alla conclusione dello scontro la Manassas fu portata all'incaglio, mentre la McRae si riparò sotto la protezione della Louisiana, che non si era spostata dal suo attracco, ma aveva duellato con le navi nemiche, subendo anche lei la perdita del comandante. La Governor Moore riuscì a speronare ed affondare la Varuna, mentre il rimorchiatore Mosher riuscì ad incendiare la Hartford, finendo comunque distrutto nell'azione. A mezzogiorno Farragut, che aveva perso solo tre navi, ancorò la sua squadra di fronte a New Orleans. I forti continuarono a resistere fino al 27 aprile, ed alla caduta di essi fu incendiata anche la Louisiana, ponendo così fine ad ogni forma di resistenza alla foce del fiume.
Dopo la caduta di New Orleans e dell'Isola 10 i resti della flottiglia del Mississippi erano chiusi a valle dalla forza di Farragut ed a monte dalle cannoniere del comandante Foote, quindi l'unico punto d'appoggio sul fiume erano Memphis, dove erano in costruzione altri due arieti corazzati, l'Arkansas ed il Tennessee, e la fortezza di Vicksburg.
A Memphis era anche di stanza una forza di protezione della città su 8 arieti, equipaggiati da personale esperto della navigazione fluviale. Il commodoro Davis mosse verso Memphis da Fort Pillow, con cinque cannoniere, mentre restavano al forte 9 arieti corazzati federali. Il 6 giugno 1862 all'alba le cannoniere si presentarono davanti a Memphis, mentre le unità confederate uscivano per contrastarle. Appena iniziato lo scontro, sentendo il rumore delle cannonate, partirono da Fort Pillow gli arieti federali Queen of West e Monarch  per intercettare gli arieti sudisti. Dopo una battaglia convulsa la flottiglia confederata di protezione a Memphis fu distrutta o dispersa e la città rimase indifesa.
Alla caduta di Memphis il Tennessee, incompleto, fu dato alle fiamme, mente in precedenza l'Arkansas era stato rimorchiato sul fiume Yazoo, prima a Greenwood e successivamente a Yazoo City dove aveva terminato l'approntamento. Intanto, il 28 giugno Farragut riusciva a forzare il passaggio a Vicksburg ed a portarsi fra la città e la foce dello Yazoo. Il tenente di vascello Brown, comandante dell'Arkansas decise di portare la sua nave a Vicksburg, bloccata dalle forze di Farragut che avevano risalito il fiume ed erano tre miglia a valle della confluenza dello Yazoo nel Mississippi. Farragut fu informato il 13 luglio che l'Arkansas era pronto a salpare per impegnare le forze unioniste sul Mississippi, quindi prese le opportune contromisure inviando due cannoniere, una delle quali corazzata, ed un ariete nello Yazoo. L'Arkansas tentò il forzamento del Mississippi il 15 luglio 1862, ma, ancora a sei miglia dalla foce dello Yazoo, fu intercettato da tre navi federali, nel combattimento che ne seguì la nave corazzata federale Carondelet  fu costretta ad incagliarsi, mentre le altre due navi ruppero il contatto. L'Arkansas, senza perdere tempo a catturare la Carondelet, proseguì verso il Mississippi, pur avendo il comandante gravemente ferito e due dei piloti uccisi ed avendo subito danni al fumaiolo che avevano ridotto la sua velocità ad un nodo, decisa comunque a sfruttare la corrente per sfidare le forze di Farragut. Fortunatamente per l'Arkansas le navi di Farragut non erano pronte a muovere, avendo le caldaie spente, quindi in pochi minuti, sparando con tutti i cannoni e sfilando lungo le navi nemiche che rispondevano al fuoco, la nave confederata lasciò indietro la squadra nemica, subendo solo due colpi da 11 in (280 mm) e danneggiando gravemente l'ariete Lancaster, riuscendo a portarsi sotto la protezione dei cannoni di Vicksburg senza essere intercettata. L'Arkansas era entrata nella rada di Vicksburg con la bandiera spiegata e con l'entusiasmo della popolazione civile e dei militari, ma Farragut non considerava irreversibile il risultato, quindi nella notte stessa riportò la flotta sotto Vicksburg per tentare di affondare l'ariete confederato o di forzare il blocco per proteggere il basso corso del Mississippi, il forzamento, anche se provocò danni all'Arkansas, fu pagato a caro prezzo dalle navi unioniste. Un tentativo, effettuato il 22 luglio, di attaccare la nave da monte del fiume con la cannoniera Essex e l'ariete Queen of the West fu un completo fallimento, in quanto le due navi furono entrambe danneggiate e il Queen of the West fu costretto a rientrare mezzo demolito.  Questo fatto rappresentò al collasso le forze unioniste che ta il 24 ed il 28 luglio tolsero l'assedio a Vicksburg. L'Arkansas fu persa successivamente il 3 agosto, per un guasto alle macchine e la successiva distruzione da parte dell'equipaggio, durante un tentativo di appoggiare forze di terra guidate dal generale Breckinridge che attaccavano Baton Rouge.
Dopo la perdita dell'Arkansas le operazioni sul Mississippi rimasero appannaggio delle cannoniere nordiste, finché, dopo l'approntamento dell'ariete Webb e la cattura del Queen of the West, il 24 febbraio 1863 i due arieti confederati impegnarono ed affondarono l'USS Indianola che stava attaccando il traffico fluviale confederato a valle di Vicksburg.

### La flottiglia del James

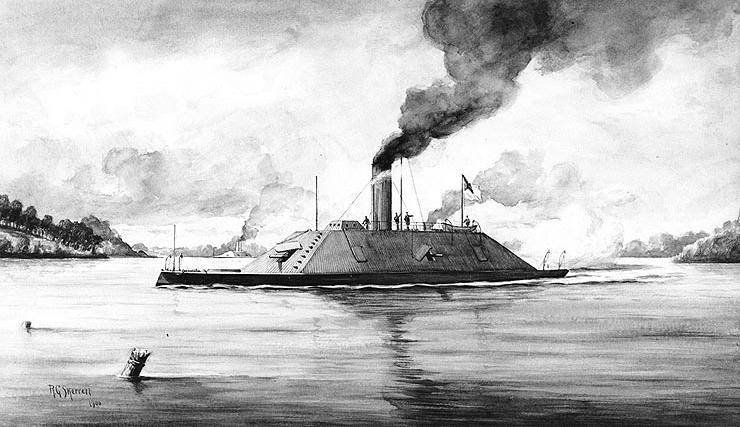
La nave corazzata Richmond

Le navi confederate presenti sul James nell'estate del 1864 erano le navi corazzate Virginia, Richmond e Fredericksburg, e le cannoniere Nansemond, Hampton, Drewry, Roanoke, Beaufort e Raleigh, queste navi furono bloccate da uno sbarramento messo in opera dai federali e furono distrutte dai loro equipaggi il 2 aprile 1865, alla caduta di Richmond.

### Guerra di mine
Uno dei nuovi metodi di guerra utilizzati dalla CSN fu l'utilizzo di mine sia subacquee sia galleggianti, la prima mina galleggiante fu scoperta sul fiume Potomac presso Aquia Creek il 9 luglio 1861, ma ben presto furono avvistate altre mine ad Hampton Road e sul fiume James. Presto alle mine a contatto furono aggiunte le mine (subacquee) a esplosione controllata elettricamente, che potevano essere fatte esplodere solo quando in bersaglio pagante si trovava nella loro vicinanze. Nel corso della guerra le navi unioniste affondate dalle mine furono ben 58.
Praticamente furono minati anche l'alveo del Savannah, nel 1862.
Sullo Yazoo la cannoniera USS Cairo è affondata da una mina (12 dicembre 1862).
I tipi di mine utilizzate dalla Marina Confederata furono praticamente tutti quelli teoricamente classificabili, le mine ad ancoramento e le mine derivanti (ad accensione automatica) sia quelle ad accensione controllata mentre, per evidenti motivazioni tattiche, non studiò le controtorpedini, come la Marina Federale.

## Le operazioni navali nelle acque del Nord America
Il primo scontro con la Marina Federale avvenne il 12 ottobre 1861, quando una squadriglia federale, composta da Richmond, Vincennes, Preble e Water Witch, tentando di forzare la foce del Mississippi, incontrò una squadrone della Marina Confederata composto dalla navi Manassas (ariete corazzato), Mc Rae, Ivy, Tuscarora, Calhoun, Jackson e dal rimorchiatore Watson. Lo scontro si risolse in una vittoria tattica dello squadrone confederato, che costrinse le navi nemiche a ritirarsi.
Già prima di questo scontro, gli Stati Uniti mossero verso le coste meridionali con l'intenzione di occupare i "sound", cioè le aree lagunari, attorno a Capo Hatteras. L'esercito confederato aveva fortificato le posizioni del canale Hatteras, che portava al cuore dei "sound", con due forti muniti di 35 cannoni, ma il 27 agosto 1861 la marina federale si presentò davanti ai forti ed iniziò un violento bombardamento che, dopo due giorni, li costrinse alla resa. Nel gennaio 1862 la marina federale inviò una forza di 17 navi da guerra a trasportare un corpo da sbarco di 12000 uomini, la quale arrivò a capo Hatteras il 12 gennaio.  La marina confederata riunì uno squadrone di 9 cannoniere presso l'isola di Roanoke, la flotta unionista aveva 19 navi con 54 cannoni, mentre lo squadrone confederato aveva 8 navi con 9 cannoni, la battaglia ebbe luogo il 7 febbraio e terminò con la ritirata delle navi confederate che avevano terminato le munizioni, in questo modo la CSN fu costretta fuori dai "sound" della Carolina del Nord.
Dopo la caduta di Norfolk la Marina Confederata, avendo recuperato la Merrimac ed effettuato sulla nave estesi lavori che l'avevano trasformata in un ariete corazzato rinominato CSS Virginia, l'8 marzo 1862 uscì da Norfolk con le cannoniere Beaufort e Raleigh, mentre lo squadrone del James (battelli Patrick Henry, Jamestown e Teaser) si avvicinava a Newport News (distante 12 miglia da Hampton Roads, dove era stanziata una squadra federale). L'8 marzo la squadra federale di Hampton Roads era sulle fregate Congress, Cumberland (a coprire Newport News) e Minnesota, Roanoke, St. Lawrence (ancorate a Old Point, 6 e 1/2 miglia da Newport News). Nel corso della prima giornata di combattimento il Virginia affondò la Cumberland, ma, avendo perso il rostro, si ritirò su Norflolk, mentre Beaufort e Raleigh costringevano alla resa la Congress, successivamente distrutta in seguito all'intervento dell'artiglieria federale contro la nave, e forzavano all'incaglio la Minnesota. Nel corso della notte la Marina Federale fece arrivare di fronte a Newport News la cannoniera Monitor, che si ancorò presso la Minnesota. La mattina successiva un duello inconclusivo fra Virginia e Monitor, in cui la Virginia non fu in grado di danneggiare la Monitor speronandola, avendo perso il rostro nella giornata precedente, e la Monitor non fu in grado di prendere una posizione vantaggiosa per usare i suoi pezzi in torretta contro la Virginia, terminò con la Monitor che si ritirava verso Old Point e la Virginia che rientrava a Norfolk per effettuare le riparazioni necessarie. Le due navi rimasero a coprire le loro basi fino alla caduta di Norfolk, che avvenne il 10 maggio, i confederati a quel punto incendiarono la Virginia che era ancora ai lavori per riparare i danni della battaglia.
Il 30 gennaio 1863 alle 11:30 di notte le navi corazzate confederate Palmetto State e Chicora salparono da Charleston per attaccare la flotta federale che bloccava la città. Tale flotta era composta dalle navi da guerra Housatonic, Ottawa e Unadilla e da sette mercantili convertiti all'uso bellico. Alla luce della luna (era l'undicesimo giorno del mese lunare) le navi accostarono alla barra per superarla alle 4 del mattino, trovando, ancorata a poca distanza la nave Mercedita. Approfittando della bassa sagoma della nave la Palmetto State superò la barra, accostando poi verso la Mercedita, speronando la nave e contemporaneamente sparando con il pezzo di prua, non lasciando quindi nessuna speranza alla nave federale. L'azione, naturalmente non passò inosservata e la Chicora, che aveva superato la Palmetto State, venne impegnata dalle navi federali. Inizialmente la Chicora costrinse alla resa la Keystone State (che successivamente al combattimento si allontanò dall'area del combattimento), intanto la Palmetto State impegnò la Memphis e la Quaker City, costringendole ad abbandonare il campo, seguite da altre navi della flotta che manteneva il blocco. Alle 8:45 le navi confederate si ancorarono a nord-est dell'imboccatura della baia di Charleston, rientrando nel pomeriggio senza aver subito danni. Nel corso dell'attacco a Charleston nell'autunno dello stesso anno la Chicora partecipò attivamente alla difesa, coordinando il suo fuoco con quello di forte Sumter che proteggeva l'accesso alla baia.
Tentativi di spezzare il blocco in vari punti con altre navi nel corso del 1863 non ebbero successi significativi.
Il 4 agosto del 1864 Farragut con 18 navi fra cui i monitor Tecumseh, Manhattan, Winnebago e Chickasaw si presentò davanti alla baia di Mobile, difesa, oltre che dai forti posti all'imbocco e dai campi minati entro la baia, dalla nave corazzata Tennessee e dalle cannoniere Morgan, Gaines e Selma. Il giorno successivo la squadra federale tentò il forzamento del passaggio, Il primo tentativo di forzare l'ingresso alla baia portò alla perdita del Tecumseh, squarciata da una mina, tuttavia la nave ammiraglia di Farragut , la Hartford, riuscì a forzare l'ingresso, senza essere danneggiata dalle mine, che pure urtarono diverse volte lo scafo. Dietro all'Hartford seguirono le altre corvette e le tre corazzate supersititi che ebbero ragione in breve tempo delle cannoniere confederate.  La Tennessee, dopo un lungo scontro con tutta la flotta federale, infine fu gravemente danneggiata dal tiro dei tre monitor federali, ed alle 10 fu obbligata ad ammainare la bandiera.  Il 23 agosto, con la resa dei forti, la flotta di Farragut poteva attaccare Mobile.

### Le torpediniere

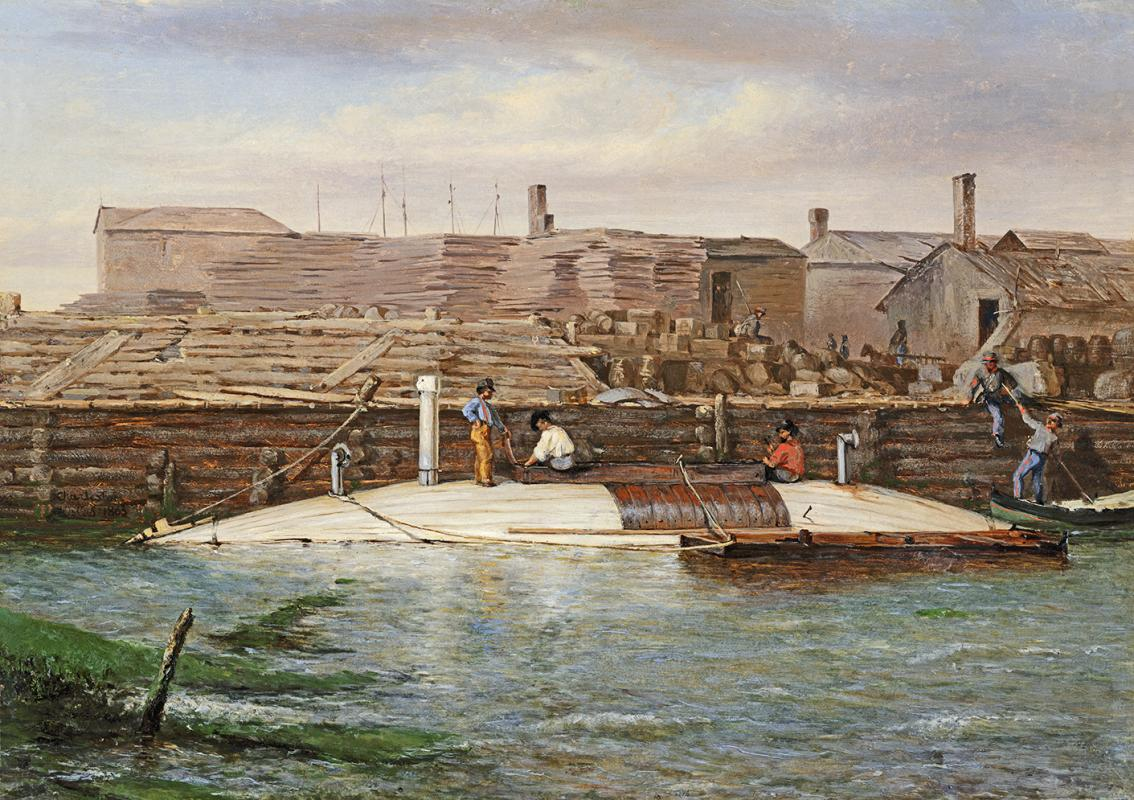
La torpediniera David in un dipinto d'epoca

Le torpediniere furono inventate dalla Marina Confederate nel corso dell'assedio di Charleston dal capitano del genio Francis D. Lee, che le propose al generale Beauregard che comandava la difesa della città. Le torpediniere erano battelli estremamente leggeri (quindi veloci e manovrieri) che portavano un ordigno esplosivo fissato ad una lunga pertica a sua volta collegata alla prua del battello. In prossimità del bersaglio la pertica veniva inclinata in modo tale da portare l'esplosivo a contatto col bersaglio sotto la linea di galleggiamento, provocando quindi note voli danni. Sebbene il generale Beauregard fosse immediatamente entusiasta dell'idea, il commodoro Ingrahm, comandante delle forze navali della città, non appoggiò questo nuovo mezzo bellico. Tuttavia la resistenza fu vinta dal tenente della CSN W.T. Glassell, che fece ostruire un battello a vapore, chiamato David, progettato esplicitamente a quello scopo, i mezzi ed il denaro per la costruzione furono forniti da un privato cittadino, Theodere Stoney; convinto della validità delle teorie di Glassell. Il David, essendo propulso a vapore, non poteva immergersi completamente, ma navigava a pelo d'acqua con solo il boccaporto ed i fumaiolo che sporgevano dall'acqua. Il 5 ottobre 1863 il David attaccò la corazzata New Ironsides, danneggiandola gravemente ma, a causa dell'esplosione della torpedine, i fuochi della torpediniera si spensero, e, prima che fossero riattivati, Glassel ed un marinaio furono catturati, essendosi gettati in acqua. Gli altri due marinai e la torpediniera rientrarono invece a Charleston.

### I sommergibili
Nel corso dell'assedio di Charleston la Marina Confederata, avendo constatato la validità delle torpedini, provò ad utilizzare anche navi completamente sommergibili, ma, dato che non era possibile utilizzare la propulsione a vapore, dovette utilizzare la forza muscolare dell'equipaggio di sei uomini. La Hunley (dal nome di un tecnico che aveva partecipato alla costruzione) fu provata prima di essere utilizzata, ed affondò quattro volte, ogni volta con la perdita di tutto l'equipaggio, tuttavia il tenente Dixon dell'esercito si offrì volontario per guidarla contro le corazzate federali.
La CSS Hunley passò alla storia come il primo sottomarino ad affondare una nave nel corso di un'azione di guerra, fatto eccezionale per l'epoca, mai più verificatosi sino alla prima guerra mondiale. Il battello venne preceduto da altri modelli sperimentali che ebbero scarso successo ed alcuni incidenti, che costarono la morte di alcuni membri dell'equipaggio.
L'Hunley era lungo circa 10 metri, era propulso dalla forza muscolare di sette dei suoi otto uomini di equipaggio che ne azionavano l'elica attraverso un lungo albero a gomiti e montava sulla prora un palo lungo 12 metri con all'estremità una carica esplosiva di 41 kg di polvere da sparo. Il 17 febbraio 1864, condotto dal tenente George E. Dixon e propulso dal resto dell'equipaggio, composto da volontari, fu diretto contro la sloop-of-war  nordista USS Housatonic (1240 tonnellate), presso il porto di Charleston, nella Carolina del Sud. La nave affondò rapidamente in seguito all'esplosione della carica infissa sul suo scafo dal sottomarino attaccante che affondò a sua volta prima del rientro in porto, forse a causa dell'onda di pressione dovuta all'esplosione o, più probabilmente, speronato inavvertitamente da una nave accorsa sul luogo.

### I violatori del blocco
I violatori di blocco inizialmente non facevano parte della CSN, tuttavia venivano utilizzati dal governo sudista prima per trasportare materiale bellico, finché il 6 febbraio 1864 non fu presa la decisione di mettere sotto controllo del Governo confederato tutto il commercio con l'estero, da quel momento i violatori del blocco furono obbligati a mettere a disposizione del governo almeno metà (talvolta due terzi) dello spazio disponibile sulla nave. Le navi dei violatori del blocco sfruttavano l'ingegneria più avanzata del tempo, il più celebre violatore del blocco, il piroscafo Banshee aveva la struttura totalmente in acciaio, con una stazza di 500 t aveva un pescaggio di soli 2,5 m e, grazie alla sua forma affusolata, riusciva a raggiungere 11 nodi, velocità elevata per gli standard dell'epoca. Il Banshee compì 7 viaggi, andando distrutto all'ottavo con tutto il carico e fornì ai suoi finanziatori un profitto del 700% su tutte le spese. Oltre a questi miglioramenti tecnologici i violatori di blocco si basarono anche sulla mimetizzazione, dipingendo le navi in modo tale che non fossero distinguibili dalle acque marine e procedendo di notte ad un totale oscuramento della nave.
Oltre ai violatori di blocco privati, il governo confederato acquisì navi in Gran Bretagna, il primo piroscafo ad attraversare l'atlantico sotto bandiera confederata fu il Fingal (acquistato a Londra), che giunse a Savannah con un carico di materiale strategico, mentre il generale Josiah Gorgas aveva provveduto ad armare una piccola flotta di violatori di blocco sotto il controllo della Direzione di Artiglieria, che trasportarono, tra l'altro, in un solo anno 113.504 armi individuali e 5 cannoni Blakely di calibro superiore a 8 in. La Fingal, fu successivamente convertita in nave corazzata con il nome Atlanta, ma, alla sua prima uscita il 17 giugno 1863, impegnata dai monitor federali Weehawken e Nahant, fu forzata all'incaglio e distrutta a cannonate.
I violatori di blocco partivano dai porti europei per arrivare generalmente all'Avana (per i porti confederati sul Golfo del Messico) o Nassau (Bahamas) (per i porti confederati dell'Atlantico). Il maggior vantaggio di Nassau era la possibilità di accostarsi fino a 50 miglia dalla costa della Florida restando in acque territoriali britanniche. Queste 50 miglia erano percorse di notte a piena velocità arrivando sotto costa (dove gli incrociatori unionisti, dato il loro pescaggio più elevato, non erano in grado di inseguirli) e proseguendo, sempre a piena velocità fino a portarsi sotto la protezione delle batterie di Fort Fisher.
I successi dei violatori di blocco comunque andarono declinando per tutto il corso della guerra, mentre nel 1861 veniva catturato circa il 10% dei violatori di blocco, nel 1865 la percentuale era salita al 50%, dalle statistiche della marina federale sembra che nel corso di tutta la guerra siano stati catturati o affondati circa 1500 violatori del blocco, mentre i viaggi portati a termine con successo furono circa 8250. Ancora nel tardo autunno del 1864 in un mese ben 43 violatori del blocco riuscirono a raggiungere i porti confederati.

## I corsari oceanici

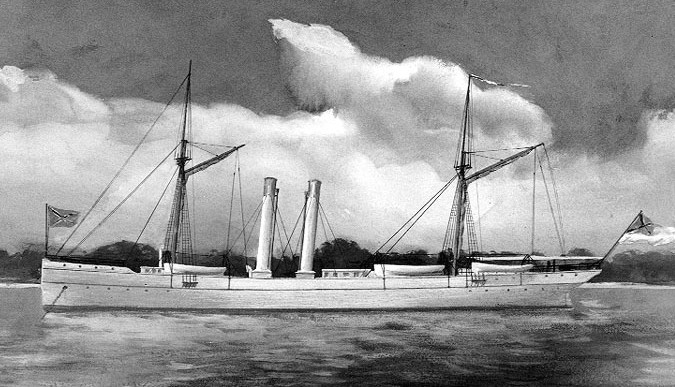
Il vascello corsaro Chickamauga

La guerra di corsa ebbe il suo inizio il 17 aprile 1861, quando il presidente Davis offrì, con un proprio proclama, lettere di marca a tutti i privati che avessero armato vascelli con equipaggi civili per effettuare la guerra di corsa contro il traffico unionista. Il primo vascello corsaro fu lo shooner da 52 t Savannah, che ricevette la lettera di marca N° 1. In totale i corsari privati furono 25, con 27 catture, l'"asso" dei corsari fu la nave Jefferson Davis con 8 catture. Fino al 1862 la guerra da corsa effettuata da privati ebbe un certo effetto ,ma, con il rinforzarsi del blocco unionista, non fu più possibile portare le navi catturate nei porti confederati, mentre rimasero chiusi i porti francesi e britannici in considerazione della neutralità di questi due stati.
Il primo corsaro direttamente agli ordini del governo sudista fu il comandante Raphael Semmes, che, cercando fra le navi disponibili nei porti del sud, aveva trovato un piccolo vapore da 437 t, il piroscafo a elica già spagnolo Marquis de Habana, che fece trasformare nel CSS Sumter e di cui assunse il comando.
Talvolta, come nel caso della USS Satellite, abbordata e catturata alla foce del Rappahannock il 20 agosto 1863, vennero usate navi federali per brevi periodi prima che venissero inviate forze nemiche per contrastarle
I vascelli corsari della CSN furono Sumter (18 navi catturate), Florida (58 navi catturate, comprese 21 da unità di appoggio), Alabama (64 catture), Georgia (nessuna cattura), Rappahannock (nessuna cattura), Tallahassee (39 catture), Shenandoah (38 catture), Nashville, Chickamauga, Clarence, Tacony, Stonewall, Olustee.
La  CSS Sumter lasciò il porto di New Orleans il 18 giugno 1861 e, dopo essere sfuggita al blocco nordista, catturò la sua prima preda tre giorni dopo essersi allontanata dalla costa. La nave giunse il 4 gennaio 1862 a Cadice, ma, bloccato a Gibilterra, dove si era recato per carbonare, da tre incrociatori federali, venne messo in disarmo.
Il corsaro "290" (successivamente CSS Alabama) fu costruito in Inghilterra per conto della confederazione, e venne inserito nei ruoli della CSN il 24 agosto 1862, dopo una serie di azioni nell'Atlantico settentrionale e nell'Atlantico centrale l'11 gennaio 1863 al largo di Galveston affondò il piroscafo a ruote convertito in cannoniera USS Hatteras in un duello durato solo un quarto d'ora, riparando poi a Port Royal. Dopo la partenza da Port Royal fece sosta in Brasile per attraversare lo stretto di Magellano e portarsi nel Mare di Giava e nel golfo del Bengala, catturando in questo viaggio circa 30 prede, una di queste prede, rinominata Tuscaloosa, agì per qualche tempo come corsaro indipendente. Rientrata l'11 giugno 1864 a Cherbourg l'Alabama ingaggiò, all'uscita di quel porto, lo sloop-of-war USS Kearsarge e, dopo un'ora di combattimento, fu affondata il 19 giugno. Le azioni dell'Alabama, ebbero un notevole impatto sull'economia bellica degli Stati Uniti, tanto che l'aumento del costo del grano in Europa fu associato alle sue azioni contro le navi federali.
Anche la CSS Florida fu costruita a Liverpool come Oreto e poi trasformata alle Bahamas in nave da guerra. Trasferitasi a Cuba, avendo l'equipaggio decimato dalla febbre gialla, rientrò a Mobile sotto bandiera inglese. Dopo essere stata riequipaggiata ed aver ripianato le perdite nell'equipaggio, forzò nuovamente il blocco il 15 gennaio 1863, dopo un raid nelle Indie Occidentali, poi sulle coste del Brasile ed infine nuovamente nelle Indie Occidentali attraversò l'Atlantico per ancorarsi a Brest. Tornata nelle Indie Occidentali, si portò nuovamente sulle coste del Brasile, ancorando a Bahia, dove era già presente la USS Wachusett. Confidando nella neutralità del porto il comandante permise all'equipaggio di recarsi a terra, ma nella notte del 6 ottobre 1864 la Wachusett abbordò la nave confederata, violando i diritti degli stati neutrali, e pose fine alla sua carriera. La nave venne condotta fuori dal porto da un equipaggio di preda, ed eludendo un vascello brasiliano posto tra le due navi a garanzia della neutralità, e poi negli Stati Uniti, dove venne affondata per non doverla restituire.
La CSS Shenandoah fu l'ultima delle navi corsare ad essere costruita, messa in servizio il 20 ottobre 1864,  operò prevalentemente sulle coste Australiane e del Pacifico settentrionale contro le baleniere degli Stati Uniti, il comandante fu informato della caduta della Confederazione il 2 agosto 1865, ed a quel punto fece rotta per l'Inghilterra, dove consegnò la sua nave alle autorità britanniche, ammainando la bandiera confederata per l'ultima volta nella storia il 6 novembre 1865.
Il CSS Stonewall, preso in carico il 25 gennaio 1865, cioè pochi mesi prima del crollo finale della Confederazione, al termine della guerra si consegnò all'Avana alle autorità spagnole. A seguito dell'internamento lo Stonewall fu acquistato dal Giappone e passò nella Marina Imperiale con il nome di Kotetsu. Nel corso della battaglia di Hakodate, fu abbordato dalle truppe dello shogun Tokugawa, ma, difeso con successo dai marinai imperiali, partecipò al bombardamento di Hakodate che praticamente, ponendo fine alla guerra, sancì il predominio dell'imperatore sui principi feudali.
Le altre navi corsare ebbero storie più brevi, riassumibili nella tabella successiva
| Nave        | Data di arruolamento | Data di affondamento | Note |
| Nashville   | autunno 1861         | 28 febbraio 1863     | Rinominata Rattlesnake, affondata dal monitor USS Montauk |
| Georgia     | aprile 1863          | ===                  | Arrivata a Cherbourg il 28 ottobre 1864, senza riprendere il mare |
| Tallahassee | 6 agosto 1864        | ====                 | Ex blockade runner Atlanta, rinominata CSS Olustee. |
| Olustee     | 29 ottobre 1864      | ====                 | Uscita da Wilmington il 29 ottobre 1864, rientrò allo stesso porto il 7 novembre 1864, fu rinominata Chameleon e utilizzata come blockade runner, sequestrata a Liverpool il 6 aprile 1865 dalle autorità inglesi. |
| Chickamauga | autunno 1864         | 25 febbraio 1865     | Ex blockade runner Edith. Rimasta bloccata a Wilmington e incendiata il per evitarne la cattura |
| Clarence    | 6 maggio 1863        | 25 giugno 1863       | Catturata e riarmata dalla CSS Florida, alla cattura della Tacony fu data alle fiamme e l'equipaggio fu trasferito su quella nave.                                                                                 |
| Tacony      | 25 giugno 1863       | 27 giugno 1863       | Catturata e riarmata dalla CSS Clarence. Ricatturata da navi federali. |
|             |                      |                      | |

## La paga del personale
La paga degli Ufficiali della Marina confederate era basata su una scala variabile, regolata dalla durata del servizio e dall'incarico dell'Ufficiale, come nella Marina federale. La paga era però maggiore.
- Ammiraglio: $6000 all'anno.
- Capitano al comando di uno squadrone, $5000; in qualsiasi altro incarico in mare, $4200; in altri incarichi, $3600; in licenza o in attesa ordini, $3000.

La paga degli altri Ufficiali era regolata sulla durata del servizio, ma siccome il primo aumento era previsto dopo cinque anni di servizio, nessun ufficiale ne poté beneficiare.
- Comandante in servizio in mare $2825 all'anno per i primi cinque anni dalla nomina, se in altro servizio, $2662; comandanti in licenza o in attesa di ordini $2250.
- Tenenti in comando in mare $2550; tenenti in servizio in mare $1500 all'anno, e lo stesso quando in altro servizio. In licenza o in attesa di ordini $1200 all'anno.
- Sottotenenti in servizio in mare $1200 all'anno e quando in licenza o in altro servizio $1000.
- Chirurghi in servizio in mare $2200 e quando in altro servizio $2000 all'anno.

## Il servizio sanitario nella Marina Confederata
Il servizio sanitario della CSN (Confederate Naval Medical Service - CNMS) era separato dall'analogo servizio terrestre, sotto la sovraintendenza del generale A.W.W. Spotswood, che aveva trentatré anni di anzianità di servizio nella Marina Federale e che, allo scoppio della guerra, era passato nella Marina Confederata. All'inizio della guerra Spotswood aveva ai suoi ordini 10 colonnelli, 15 tenenti colonnelli e 30 maggiori, tutti con la qualifica di ufficiale medico, che, nel corso del conflitto, salì ad un numero di 89 ufficiali medici. L'ospedale principale della Marina fu stabilito a Charleston, dato che Norfolk, dove già esisteva un ospedale della Marina, era considerata troppo prossima al fronte, mentre a Mobile e Savannah furono istituiti ospedali, mentre a Richmond fu installato un Laboratorio Farmaceutico Navale.
Medici ed infermieri furono imbarcati anche sulle navi da guerra, ed è notevole il fatto che i corsari della Marina Confederata non abbandonarono mai i naufraghi delle loro prede, ma, caricatili a bordo, provvidero a curarli ed a sbarcarli in porti neutrali. In particolare il comandante Semmes (che prima comandò il Sumter e successivamente l'Alabama) nel suo diario afferma che i medici ai suoi ordini non ebbero mai un decesso per malattia fra i duemilacinquecento naufraghi recuperati.
Anche il corpo dei Marines Confederati, che in tutto ebbe un numero estremamente limitato di componenti, si appoggiò alle strutture del CNMS per la gestione delle visite di arruolamento e la gestione delle cure mediche del personale.

## Azioni principali
- Battaglia di the Head of Passes (ottobre 1861): vittoria confederata
- Battaglia di Hampton Roads (marzo 1862): non decisiva
- Assedio di Fort Pulaski (aprile 1862): vittoria unionista
- Battaglie di Forts Jackson e St. Philip (aprile 1862): vittoria unionista
- Battaglia navale di Fort Pillow (maggio 1862): vittoria confederata
- Prima Battaglia di Memphis (giugno 1862): vittoria unionista
- Azioni di Galveston Light (gennaio 1863): vittoria confederata
- Battaglia of Cherbourg (giugno 1864): vittoria unionista
- Battaglia di Mobile Bay (agosto 1864): vittoria unionista
- Incidente di Bahia (ottobre 1864): vittoria unionista

## Considerazioni
Sebbene la confederazione abbia iniziato la guerra praticamente priva di una marina, nel corso della guerra, con tutte le difficoltà legate alla situazione in cui si trovava, riuscì a costruire e mantenere una flotta di tutto rispetto, comprendente ben 21 navi corazzate.